# Liste von Klavierkonzerten
Johann Sebastian Bach gilt als Erfinder einer der wichtigen Gattungen der klassischen Musik: des Klavierkonzertes (damals noch Cembalo). In seinem 5. Brandenburgischen Konzert verwendete er erstmals das Cembalo als Soloinstrument in einem Orchesterstück. Seit der klassischen Periode ist das Klavierkonzert eine der wichtigsten und werkreichsten Gattungen der Komposition. Haydn schrieb 20 Klavierkonzerte, Beethoven fünf, Mozart 27 Konzerte. Im 19. Jahrhundert wird das Klavierkonzert zu einer Gattung, die stark von Virtuosität, aber auch von besonderem konstruktiven Anspruch geprägt ist. In der Musik des 20. Jahrhunderts spielt das Klavierkonzert ebenfalls eine wichtige Rolle. Herausragend sind hier z. B. die Konzerte Béla Bartóks, Sergei Prokofiews, Maurice Ravels und Dmitri Schostakowitschs.
Hier eine Liste (wichtiger) Klavierkonzerte:

## Barock
- Bach, Johann Sebastian (1685–1750)
  - Siehe auch: Cembalokonzerte (Bach)
  - Konzert für Cembalo, Querflöte, Violine, Streicher und Basso Continuo D-Dur BWV 1050 (Brandenburgisches Konzert Nr. 5)
  - Konzert für Cembalo, Streicher und Basso continuo d-Moll BWV 1052
  - Konzert für Cembalo, Streicher und Basso continuo E-Dur BWV 1053
  - Konzert für Cembalo, Streicher und Basso continuo D-Dur BWV 1054
  - Konzert für Cembalo, Streicher und Basso continuo A-Dur BWV 1055
  - Konzert für Cembalo, Streicher und Basso continuo f-Moll BWV 1056
  - Konzert für Cembalo, 2 Blockflöten, Streicher und Basso continuo F-Dur BWV 1057
  - Konzert für Cembalo, Streicher und Basso continuo g-Moll BWV 1058
  - Konzert für Cembalo, Violine, Flöte, Streicher und Basso continuo a-moll BWV 1044 (sog. Tripelkonzert)
  - Konzert für 2 Cembali, Streicher und Basso continuo c-Moll BWV 1060
  - Konzert für 2 Cembali, Streicher und Basso continuo C-Dur BWV 1061
  - Konzert für 2 Cembali, Streicher und Basso continuo c-Moll BWV 1062
  - Konzert für 3 Cembali, Streicher und Basso continuo d-Moll BWV 1063
  - Konzert für 3 Cembali, Streicher und Basso continuo C-Dur BWV 1064
  - Konzert für 4 Cembali, Streicher und Basso continuo a-Moll BWV 1065

- Vivaldi, Antonio (1678–1741)
  - Konzert für Cembalo und Streicher A-dur, RV 780

## Klassik
- Bach, Carl Philipp Emanuel (1714–1788)
  - Klavierkonzerte Wq 1-45
  - Konzert für zwei Klaviere und Orchester Wq 46
- Bach, Johann Christian (1735–1782)
  - Klavierkonzerte Op. 1 Nr. 1-6
  - Klavierkonzerte Op. 7 Nr. 1-6
  - Klavierkonzerte Op. 13 Nr. 1-6
  - Klavierkonzert Op. 14
  - Klavierkonzerte W C68-73
- Beethoven, Ludwig van (1770–1827)
  - Klavierkonzert Nr. 1 C-Dur op. 15
  - Klavierkonzert Nr. 2 B-Dur op. 19
  - Klavierkonzert Nr. 3 c-Moll op. 37
  - Klavierkonzert Nr. 4 G-Dur op. 58
  - Klavierkonzert Nr. 5 Es-Dur op. 73
  - Klavierkonzert D-Dur op. 61a (Bearbeitung des Violinkonzerts op. 61 vom Komponisten)
- Haydn, Joseph (1732–1809)
  - Siehe Liste der Konzerte Joseph Haydns
- Mozart, Wolfgang Amadeus (1756–1791)
  - Siehe Liste der Klavierkonzerte Mozarts
- Salieri, Antonio (1750–1825)
  - Klavierkonzert Nr. 1 C-Dur (1773)
  - Klavierkonzert Nr. 2 B-Dur (1773)

## Romantik
- Brahms, Johannes (1833–1897)
  - Klavierkonzert Nr. 1 d-Moll op. 15
  - Klavierkonzert Nr. 2 B-Dur op. 83
- Burgmüller, Norbert (1810–1836)
  - Klavierkonzert fis-Moll op.1 (1828/29)
- Chopin, Frédéric (1810–1849)
  - Klavierkonzert Nr. 1 e-Moll op. 11
  - Klavierkonzert Nr. 2 f-Moll op. 21
- Draeseke, Felix (1835–1913)
  - Klavierkonzert Es-Dur op. 36 (1886)
- Dvořák, Antonín (1841–1904)
  - Klavierkonzert g-Moll op. 33 (1876)
- Field, John (1782–1837)
  - Klavierkonzert Nr. 1 Es-Dur (1799)
  - Klavierkonzert Nr. 2 As-Dur (1816)
  - Klavierkonzert Nr. 3 Es-Dur (1816)
  - Klavierkonzert Nr. 4 Es-Dur (1814)
  - Klavierkonzert Nr. 5 C-Dur (L'incendie par l'orage, 1817)
  - Klavierkonzert Nr. 6 C-Dur (1819, rev. 1820)
  - Klavierkonzert Nr. 7 c-Moll (1822)

- Franck, Eduard (1817–1893)
  - Klavierkonzert Nr. 1 d-Moll op. 13 (1849)
  - Klavierkonzert Nr. 2 C-Dur (1879)
  - Konzert für zwei Klaviere und Orchester C-Dur (1852)

- Franck, Richard (1858–1938)
  - Klavierkonzert Nr. 1 d-Moll (1880)
  - Klavierkonzert Nr. 2 A-Dur (1881)
  - Klavierkonzert Nr. 3 e-Moll op. 50 (1910)

- Fuchs, Robert (1847–1927)
  - Klavierkonzert b-Moll op. 27
- Grieg, Edward (1843–1907)
  - Klavierkonzert a-Moll op. 16
- Henselt, Adolf (1814–1889)
  - Klavierkonzert f-Moll, op. 16
- Hummel, Johann Nepomuk (1778–1837)
  - Klavierkonzert Nr. 2 a-Moll op. 85
  - Klavierkonzert Nr. 3 h-Moll op. 89
- Kiel, Friedrich (1821–1885)
  - Klavierkonzert B-Dur op. 30
- Liszt, Franz (1811–1886)
  - Klavierkonzert Nr. 1 Es-Dur
  - Klavierkonzert Nr. 2 A-Dur
- Litolff, Henry (1818–1891)
  - Concerto Symphonique Nr. 2 h-Moll op. 22 (1844)
  - Concerto Symphonique Nr. 3 Es-Dur op. 45 (1846)
  - Concerto Symphonique Nr. 4 d-Moll op. 102 (1852)
  - Concerto Symphonique Nr. 5 c-Moll op. 123 (1867)
- Massenet, Jules (1842–1912)
  - Klavierkonzert Es-Dur
- Mendelssohn Bartholdy, Felix (1809–1847)
  - Klavierkonzert a-Moll
  - Klavierkonzert Nr. 1 g-Moll op. 25
  - Klavierkonzert Nr. 2 d-Moll op. 40
  - Klavierkonzert Nr. 3 e-Moll op. posth., MWV O 13 (Fragment von 1840/44, aus den Skizzen vervollständigt von Marcello Bufalini, UA: 11. Februar 2007)
- Moscheles, Ignaz (1794–1870)
  - Klavierkonzert Nr. 1 F-Dur op. 45 (1818)
  - Klavierkonzert Nr. 2 Es-Dur op. 56 (1815)
  - Klavierkonzert Nr. 3 g-Moll op. 60 (1820)
  - Klavierkonzert Nr. 4 E-Dur op. 64 (o. J.)
  - Klavierkonzert Nr. 5 C-Dur op. 87 (1830)
  - Klavierkonzert Nr. 6 B-Dur op. 90 (1834)
  - Klavierkonzert Nr. 7 c-Moll, op. 93 (1835)
- Reinecke, Carl (1824–1910)
  - Klavierkonzert Nr. 1 fis-Moll op. 72
  - Klavierkonzert Nr. 2 e-Moll op. 120 (1872)
  - Klavierkonzert Nr. 3 C-Dur op. 144 (1877)
  - Klavierkonzert Nr. 4 h-Moll op. 254 (1900)
- Rimski-Korsakow, Nikolai (1844–1908)
  - Klavierkonzert cis-Moll op.30 (1882–83)
- Rubinstein, Anton Grigorjewitsch (1829–1894)
  - Klavierkonzert Nr. 1 e-Moll op. 25 (1850)
  - Klavierkonzert Nr. 2 F-Dur op. 35 (1851)
  - Klavierkonzert Nr. 3 G-Dur op. 45 (1853–54)
  - Klavierkonzert Nr. 4 d-Moll op. 70 (1864)
  - Klavierkonzert Nr. 5 Es-Dur op. 94 (1874)
- Saint-Saëns, Camille (1835–1921)
  - Klavierkonzert Nr. 1 D-Dur
  - Klavierkonzert Nr. 2 g-Moll
  - Klavierkonzert Nr. 3 Es-Dur
  - Klavierkonzert Nr. 4 c-Moll
  - Klavierkonzert Nr. 5 F-Dur „Ägyptisches Konzert“
- Schumann, Robert (1810–1856)
  - Klavierkonzert a-Moll op. 54
- Skrjabin, Alexander Nikolajewitsch
  - Klavierkonzert fis-Moll op. 20 (1896/97)
- Tanejew, Sergei (1856–1915)
  - Klavierkonzert E-Dur (1876)
- Thieriot, Ferdinand (1838–1919)
  - 1. Klavierkonzert B-Dur
  - 2. Klavierkonzert c-Moll
- Tschaikowski, Pjotr (1840–1893)
  - Klavierkonzert Nr. 1 b-Moll
  - Klavierkonzert Nr. 2 G-Dur
  - Klavierkonzert Nr. 3 Es-Dur (unvollendet)
- Weber, Carl Maria von (1786–1826)
  - Klavierkonzert Nr. 1 C-Dur op. 11
  - Klavierkonzert Nr. 2 Es-Dur op. 32

## Spätromantik
- Bortkiewicz, Sergei (1877–1952)
  - 1. Klavierkonzert, op. 16, B-Dur
  - 2. Klavierkonzert, op. 28
- Furtwängler, Wilhelm (1886–1954)
  - Symphonisches Konzert für Klavier und Orchester h-Moll
- Kaun, Hugo (1863–1932)
  - 1. Klavierkonzert es-Moll op. 50
  - 2. Klavierkonzert c-Moll op. 115 (1925)
- Medtner, Nikolai (1880–1951)
  - Klavierkonzert Nr. 1 c-Moll Op.33
  - Klavierkonzert Nr. 2 c-Moll Op.50
  - Klavierkonzert Nr. 3 e-Moll Op. 60 (Ballade)
- Pfitzner, Hans (1869–1949)
  - Klavierkonzert Es-Dur op. 31 (1922)
- Rachmaninow, Sergei (1873–1943)
  - Klavierkonzert Nr. 1 fis-Moll, op. 1, 1891, revidiert 1917,
  - Klavierkonzert Nr. 2 c-Moll, op. 18, 1901
  - Klavierkonzert Nr. 3 d-Moll, op. 30, 1909
  - Klavierkonzert Nr. 4 g-Moll, op. 40, 1926, revidiert 1941
  - Rhapsodie über ein Thema von Paganini für Klavier und Orchester, op. 43, 1934
- Reger, Max (1873–1916)
  - Klavierkonzert f-Moll op. 114
- Skrjabin, Alexander (1872–1915)
  - Klavierkonzert fis-Moll op. 20
- Sthamer, Heinrich (1885–1955)
  - 1. Klavierkonzert op. 9 (Berlin, 1913)
  - 2. Klavierkonzert op. 72
- Strauss, Richard (1864–1949)
  - Burleske d-Moll TrV 145, 1886
  - Parergon zur Sinfonia Domestica, op. 73, 1922
  - Panathenäenzug, op. 74, 1927
- Widor, Charles-Marie (1844–1937)
  - Concerto pour Piano et Orchestre [No. 1], op. 39, 1876
  - Fantaisie pour Piano et Orchestre, op. 62, 1889
  - Deuxième Concerto pour Piano et Orchestre, op. 77, 1906

## Moderne
- Aarne, Els (1917–1995)
  - Klavierkonzert op. 5 (1945)
  - Ballade für Klavier und Orchesternop. 25 (1955)
  - Ballad-Concerto op. 54 (1969)
- Adams, John (* 1947)
  - Eros Piano (1989), Konzertstück für Klavier und Orchester
  - Century Rolls (1996)
- Addinsell, Richard (1904–1977)
  - Warsaw Concerto (1941)
- Alessandro, Raffaele d’ (1911–1959)
  - Concerto no. 1 pour piano et orchestre, op. 26 (1939)
  - Concerto no. 2 pour piano et orchestre, op. 54 (1945/46)
  - Concerto no. 3, Quasi una sinfonia, pour piano et orchestre, op. 70 (1951)
- Antheil, George (1900–1959)
  - Klavierkonzert (1926)
- Barber, Samuel (1910–1981)
  - Klavierkonzert op.38 (1962)
- Bartók, Béla (1881–1945)
  - Klavierkonzert Nr. 1 (1926)
  - Klavierkonzert Nr. 2 (1930/31)
  - Klavierkonzert Nr. 3 (1945)
- Blacher, Boris (1903–1975)
  - Konzert für Klavier und Orchester Nr. 1 (1947)
  - Konzert für Klavier und Orchester Nr. 2 (in variablen Metren) (1952)
- Britten, Benjamin (1913-1976)
  - Konzert für Klavier und Orchester op. 13 (1938, überarbeitet 1945)
- Cage, John (1912–1992)
  - Konzert für präpariertes Klavier und Kammerorchester (1950/51)
  - Klavierkonzert (1958)
- Chatschaturjan, Aram (1903–1978)
  - Klavierkonzert (1936)
- Copland, Aaron (1900–1990)
  - Klavierkonzert (1926)
- Durkó, Zsolt (1934–1997)
  - Konzert für Klavier und Orchester (1980)
- Emerson, Keith (1944–2016)
  - Piano Concerto No. 1 (1976)
- Feldman, Morton (1926–1987)
  - Piano and Orchestra (1975)
- Gershwin, George (1898–1937)
  - Rhapsody in Blue (1924) für Klavier, Jazzband und Orchester
  - Klavierkonzert in F-Dur (1928)
- Ginastera, Alberto (1916–1983)
  - Konzert für Klavier und Orchester Nr. 1, op. 28 (1961)
  - Konzert für Klavier und Orchester Nr. 2, op. 39 (1972)
- Glass, Philip (* 1937)
  - 1. Klavierkonzert Tirol Concerto für Klavier und Streichorchester (2000)
  - 2. Klavierkonzert After Lewis&Clark für Klavier, Indianerflöte und Orchester (2004)
- Grime, Helen (* 1981)
  - Klavierkonzert (2017)
- Haller, Hermann (1914–2002)
  - 1. Konzert für Klavier und Orchester (1959)
  - Klavierkonzert Nr. 2 mit Streichorchester (1962)
- Henze, Hans Werner (1926–2012)
  - Klavierkonzert Nr. 2 (1967)
- Hindemith, Paul (1895–1963)
  - Konzert für Klavier und Orchester (1945)
- Honegger, Arthur (1892–1955)
  - Concertino für Klavier und Orchester (1924)
- Kabalewski, Dmitri (1904–1987)
  - Klavierkonzert Nr. 1 a-Moll op. 9 (1928)
  - Klavierkonzert Nr. 2 g-Moll op. 23 (1935, rev. 1973)
  - Klavierkonzert Nr. 3 D-Dur op. 50 (1952)
  - Klavierkonzert Nr. 4 C-Dur op. 99 „Prager Konzert“ (1975)
- Kochan, Günter (1930–2009)
  - Klavierkonzert op. 16 (1957/58)
- Kowalinski, Slawomir (* 1965)
  - Klavierkonzert op. 25 (2006)
- Lachenmann, Helmut (* 1935)
  - „Ausklang“, Klavierkonzert (1985)
- Lehnhoff, Dieter (* 1955)
  - Konzert für Klavier und Orchester Nr. 1 (2005)
  - Konzert für Klavier und Orchester Nr. 2 (2007)
  - Konzert für Klavier und Orchester Nr. 3 (2019/20)
- Ligeti, György (1923–2006)
  - Klavierkonzert (1985–88)
- Lutosławski, Witold (1913–1994)
  - Klavierkonzert (1988)
- Martin, Frank (1890–1974)
  - Konzert für Klavier und Orchester Nr. 1 (1933/34)
  - Konzert für Klavier und Orchester Nr. 2 (1968/69)
- Martinů, Bohuslav (1890–1959)
  - Konzert für Klavier und Orchester Nr. 1 D-Dur (1925)
  - Konzert für Klavier und Orchester Nr. 2 (1934)
  - Concertino für Klavier und Orchester (1938)
  - Konzert für Klavier und Orchester Nr. 3 (1948)
  - Konzert für Klavier und Orchester Nr. 4 (Incantations) (1956)
  - Konzert für Klavier und Orchester Nr. 5 B-Dur (Fantasia concertante) (1958)
- Meyer, Krzysztof (* 1943)
  - Klavierkonzert (1989)
- Mieg, Peter (1906–1990)
  - Konzert für Klavier und Orchester Nr. 1 (1935–47)
  - Konzert für Klavier und Orchester Nr. 2 (1961)
  - Konzert für 2 Klaviere und Orchester (1939–41)
  - Concerto pour piano à quatre mains et orchestre à cordes (1980)
- Mohaupt, Richard (1904–1957)
  - Konzert für Klavier und Orchester (1938, rev. 1942)
- Münch, Gerhart (1907–1988)
  - Konzert für Klavier und Kammerorchester (1926)
  - Konzert für Klavier und Orchester (1929)
  - Capriccio variato für Klavier und Kammerorchester (1942)
  - Homenaje a Jalisco für Klavier und Orchester (1952)
  - Konzert für Klavier und Streichorchester (1957)
- Penderecki, Krzysztof (1933–2020)
  - Klavierkonzert „Auferstehung“
- Pepping, Ernst (1901–1981)
  - Konzert für Klavier und Orchester (1950)
- Petrassi, Goffredo (1904–2003)
  - Concerto per pianoforte e orchestra (1936/1939)
- Poulenc, Francis (1899–1963)
  - Konzert für Klavier und Orchester (1949)
  - Konzert für 2 Klaviere und Orchester in d-Moll (1932)
  - Aubade: Choreographisches Konzert für Klavier und 18 Instrumente (1929)
- Prokofjew, Sergei (1891–1953)
  - Klavierkonzert Nr. 1 Des-Dur op. 10 (1911)
  - Klavierkonzert Nr. 2 g-Moll op. 16 (1913/23) unveröffentlicht (1912/13), revidiert (1923)
  - Klavierkonzert Nr. 3 C-Dur op. 26 (1917)
  - Klavierkonzert Nr. 4 B-Dur op. 53 (für die linke Hand) (1931)
  - Klavierkonzert Nr. 5 G-Dur op. 55 (1932)
- Rautavaara, Einojuhani (1928–2016)
  - Konzert Nr. 1 für Klavier und Orchester op. 45 (1969)
  - 2. Klavierkonzert (Rautavaara) (1989)
  - 3. Klavierkonzert (Rautavaara) The Gift of Dreams (1998)
- Ravel, Maurice (1875–1937)
  - Klavierkonzert D-Dur für die linke Hand (1929/30)
  - Klavierkonzert G-Dur (1929–31)
- Schelb, Josef (1894–1977)
  - Konzert für Klavier und Orchester (1953)
- Schnittke, Alfred (1934–1998)
  - Konzert für Klavier und Orchester (1960)
  - Konzert für Klavier und Streicher (1979)
  - Konzert für Klavier vierhändig und Kammerorchester (1988)
- Schönberg, Arnold (1874–1951)
  - Klavierkonzert op. 42 (1942)
- Schostakowitsch, Dmitri (1906–1975)
  - Klavierkonzert Nr. 1 c-Moll op. 35 (1933)
  - Klavierkonzert Nr. 2 F-Dur op. 102 (1957)
- Schtschedrin, Rodion (* 1932)
  - Klavierkonzert Nr. 1 (1954/1974)
  - Klavierkonzert Nr. 2 (1966)
  - Klavierkonzert Nr. 3 (1973)
  - Klavierkonzert Nr. 4, „Kreuztonarten“ (1991)
  - Klavierkonzert Nr. 5 (1999)
  - Klavierkonzert Nr. 6, „Concerto lontano“ (2003)
- Serocki, Kazimierz (1922–1981)
  - Pianophonie für Klavier, Electronische Klänge, und Orchester (1978)
- Strawinski, Igor (1882–1971)
  - Klavierkonzert (1924/51)
- Sutermeister, Heinrich (1910–1995)
  - 1. Konzert für Klavier und Orchester (1943)
  - 2. Konzert für Klavier und Orchester (1953)
  - 3. Konzert für Klavier und Orchester (1961–1962)
- Szymanowski, Karol (1882–1937)
  - Symphonie concertante mit Klavier op. 60 (1932)
- Tscherepnin, Alexander Nikolajewitsch (1899–1977)
  - Klavierkonzert Nr. 1 op. 12 (1918/19)
  - Klavierkonzert Nr. 2 op. 26 (1923)
  - Klavierkonzert Nr. 3 op. 48 (1931–32)
  - Klavierkonzert Nr. 4 (Fantasie) op. 78 (1947)
  - Klavierkonzert Nr. 5 op. 96 (1963)
  - Klavierkonzert Nr. 6 op. 99 (1965)
- Ünlü, Altuğ (* 1965)
  - Klavierkonzert – Hommage à Béla Bartók (1995)
- Vaughan Williams, Ralph (1872–1958)
  - Klavierkonzert in C
- Xenakis, Iannis (1922–2001)
  - Synaphai (1969)
  - Erikthon (1974)
  - Keqrops (1986)